# آندره له فور
آندره له فور (هلندی: André le Fèvre؛ ۱۲ دسامبر ۱۸۹۸ – ۶ نوامبر ۱۹۷۷) بازیکن فوتبال اهل هلند بود.
از باشگاه‌هایی که در آن بازی کرده‌است می‌توان به اشاره کرد.